# (82232) Heuberger
(82232) Heuberger ist ein Asteroid des Hauptgürtels. Er wurde am frühen Morgen des 12. Mai 2001 von Markus Griesser auf der Sternwarte Eschenberg in Winterthur (Schweiz) entdeckt.
Nach umfangreichen weiteren Beobachtungen gelang es Freunden des Entdeckers, bis dahin unbekannte Spuren dieses kleinen Himmelskörpers in Fotoplatten amerikanischer und australischer Sternwarten aufzufinden.
Nach der Nummerierung schlug Griesser dem zuständigen Komitee der International Astronomical Union den Namen „Heuberger“ vor. Dieser ehrt den mit Griesser befreundeten Winterthurer Unternehmer und Mäzen Robert Heuberger und seine Ehefrau Ruth.